# Chiesa di San Sargis predecessore
La chiesa di San Sargis predecessore (in armeno Սուրբ Սարգիս Մայր Եկեղեցի?, Surp Sarkis Mayr Yekeghetsi) è una cattedrale armena situata a Erevan, in Armenia. È la sede della Pontificia Diocesi Araratiana della Chiesa Apostolica Armena. È stata costruita nel 1842, sulla riva sinistra del fiume Hrazdan nel distretto Kentron di Erevan.

## Storia
Situata nella parte superiore del villaggio di Dzoragyugh, di fronte alla vecchia fortezza di Erivan, sulla riva sinistra del fiume Hrazdan, c'era un eremo-monastero che funzionava sin dai primi tempi dell'era cristiana. Questo ampio complesso, circondato da un alto muro fortificato, era composto dalle chiese di San Sargis, Gevork e Hakob, dagli edifici degli uffici patriarcali e della scuola, da un frutteto e da altri edifici. La Chiesa di San Sargis. era la sede ufficiale del Patriarca, mentre il monastero fungeva da locanda patriarcale per gli ospiti. La Chiesa di San Sargis, insieme all'eremo-monastero, fu distrutta dal grande terremoto del 1679, ma fu ricostruita sullo stesso sito durante il governo di Edesatsi Nahabet Catholicos (1691-1705).

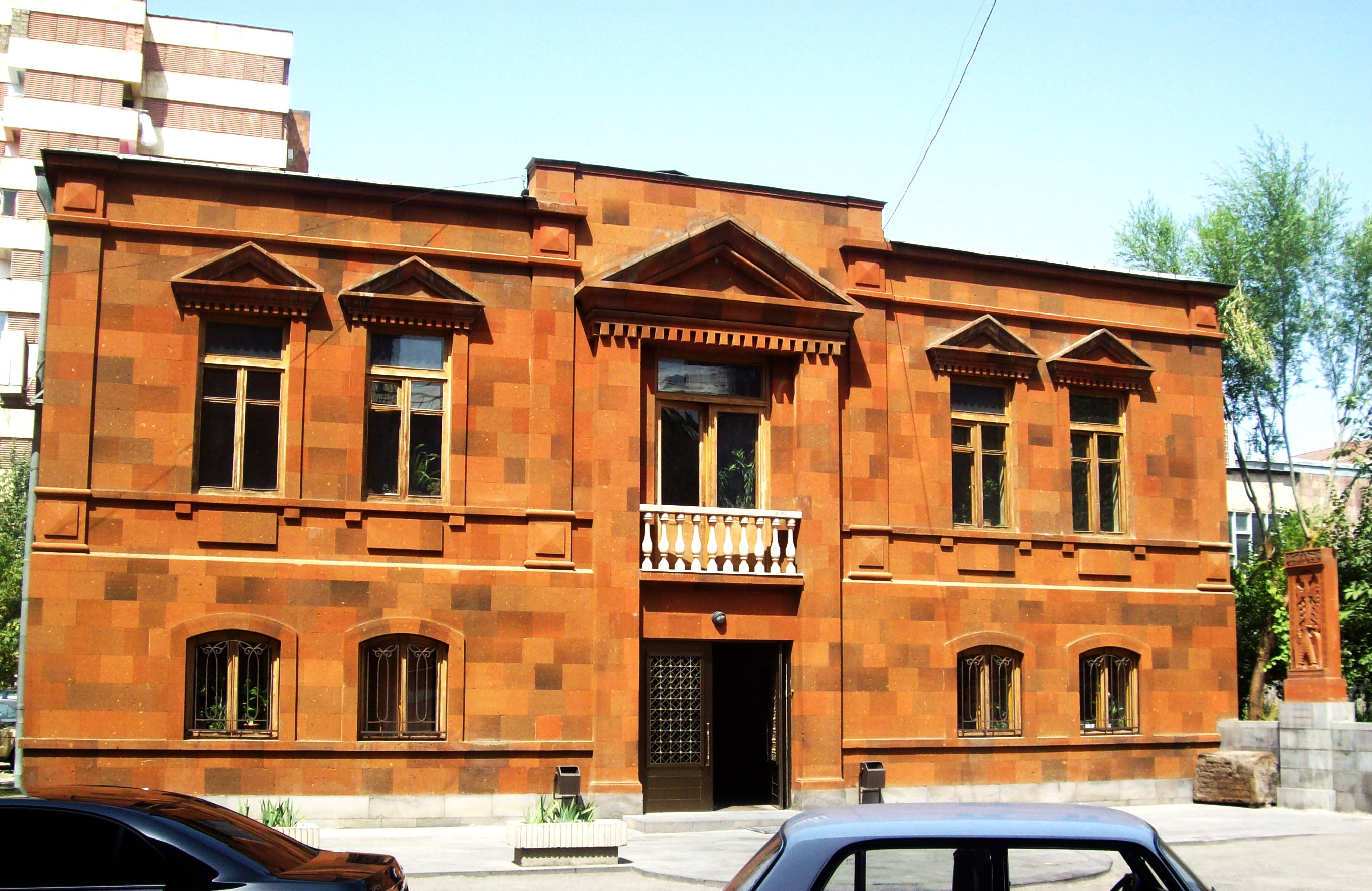
L'edificio della prelatura della Pontificia Diocesi di Ararazia sul sagrato della chiesa, progettato dall'architetto Artsruni Galikyan

Tuttavia, l'attuale edificio della chiesa è stato costruito tra il 1835 e il 1842.
Sotto la guida di Vazgen I il Catolicos degli Armeni, la chiesa subì ristrutturazioni e miglioramenti di base. Basandosi su un progetto redatto dall'architetto Rafayel Israyelian nel 1972, i lavori di ricostruzione della Chiesa di Santo Sarkis iniziarono, e il carattere dell'antico edificio della chiesa fu essenzialmente preservato. La facciata fu rivestita con rocce di tufo arancione di Ani e incisa con nicchie triangolari. Dopo la morte di Israyelian, i lavori di costruzione furono presi in carico e continuati dal coautore, l'architetto Ardzroun Galikian.
Nel periodo dal 1971 al 1976, l'aspetto interno della chiesa fu notevolmente migliorato. Sulla parte orientale della chiesa fu aggiunta una galleria per il coro della chiesa. A seguito di tali aggiunte, fu necessario rimuovere la vecchia cupola e il vecchio tamburo e sostituirli con una cupola molto più alta con una guglia poliedrica a ventaglio. La costruzione del campanile della Chiesa Vicaria di Santo Sarkis fu completata nel 2000.
Il processo di ricostruzione della Cattedrale di Santo Sarkis è stato realizzato grazie alle donazioni degli benefattori armeni Sarkis Kurkjian e i suoi figli, residenti a Londra. Nel 2009 è stato installato un impianto fotovoltaico da 2 kW sul tetto della cattedrale.

## Galleria d'immagini

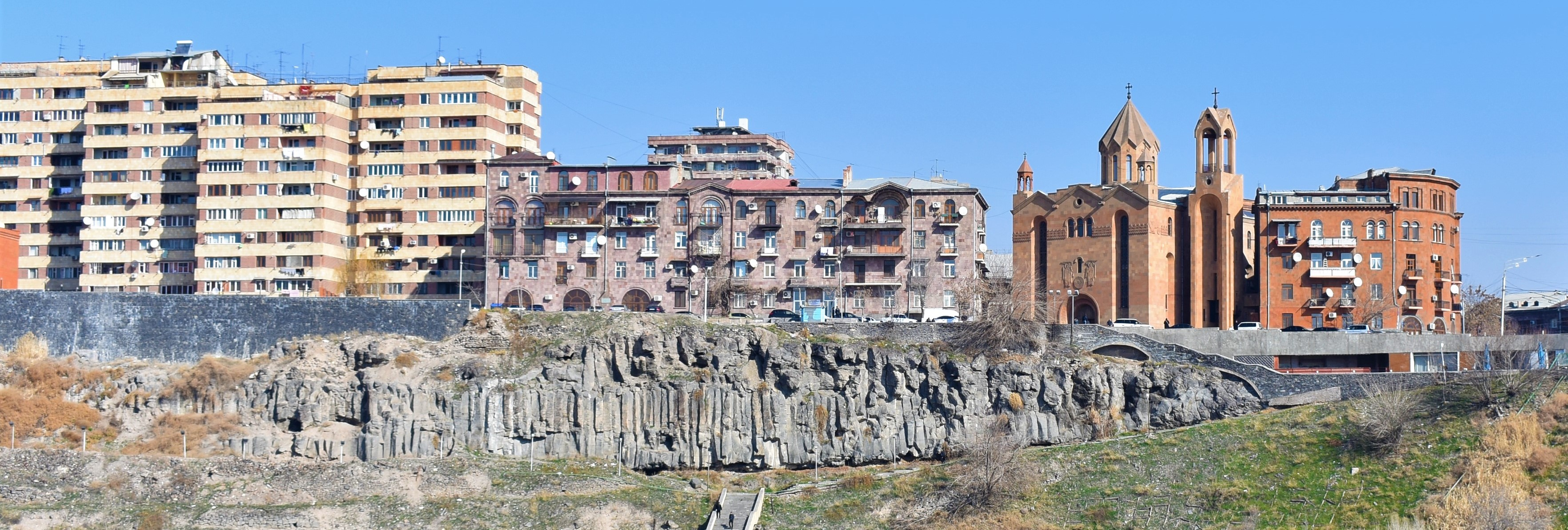
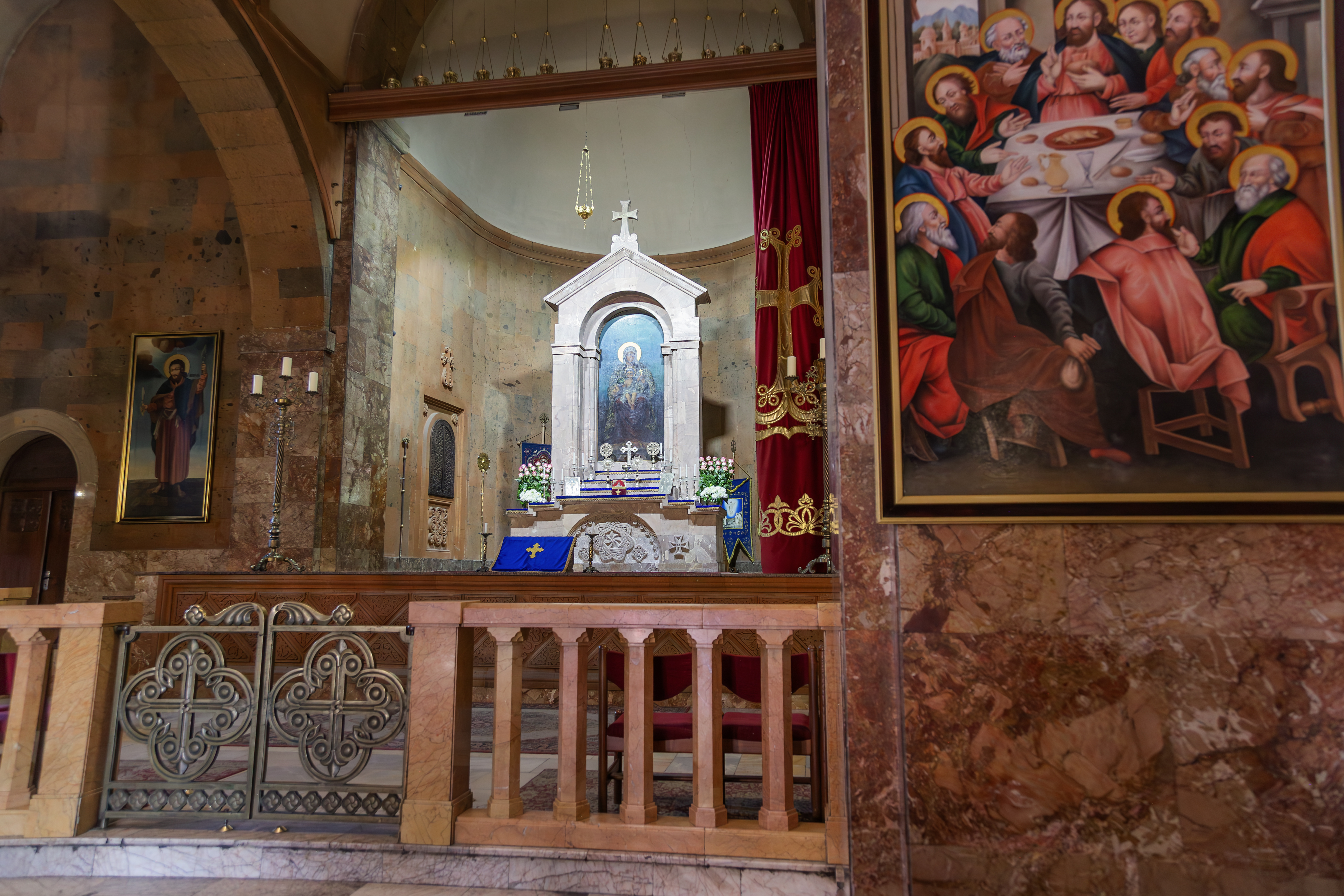
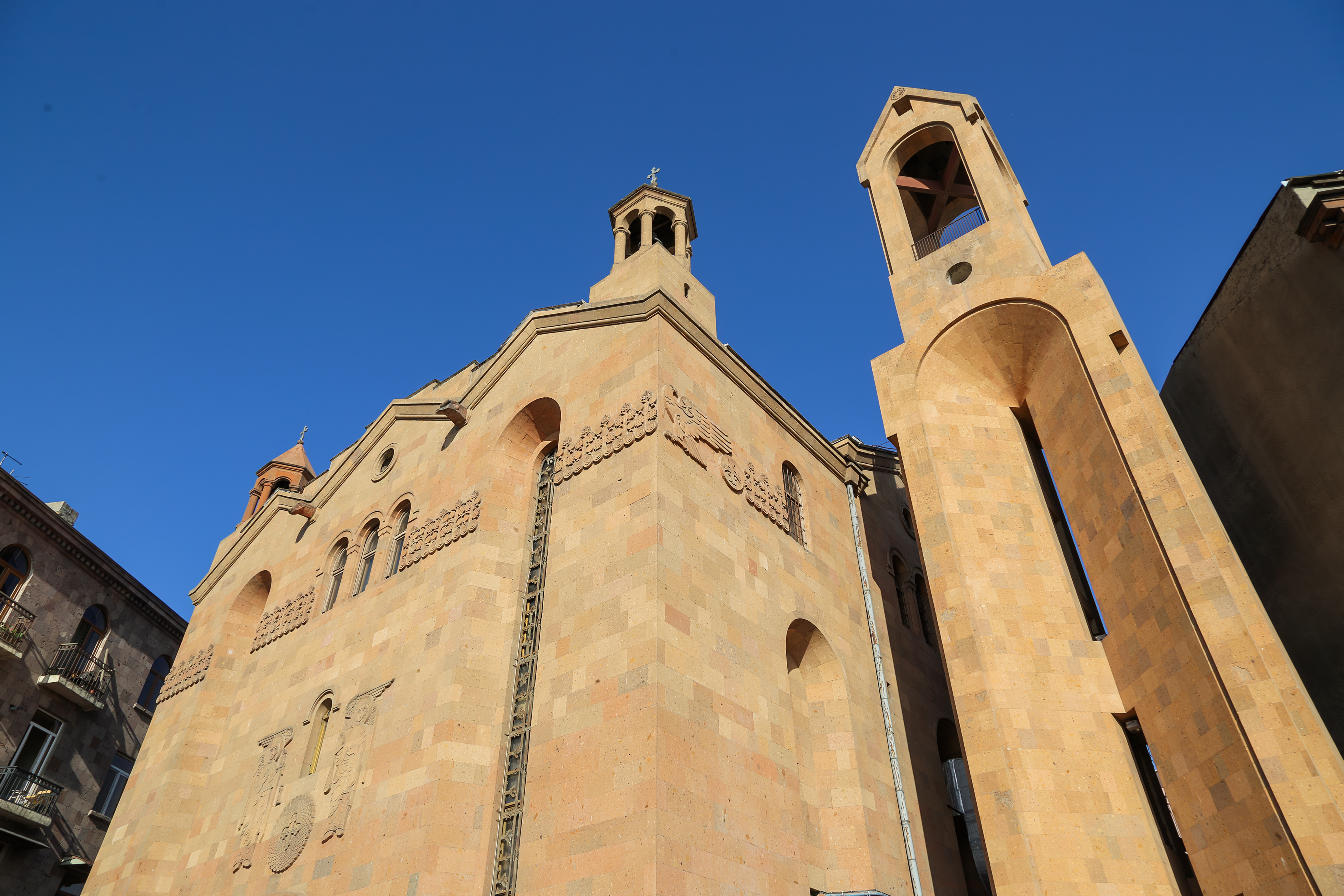
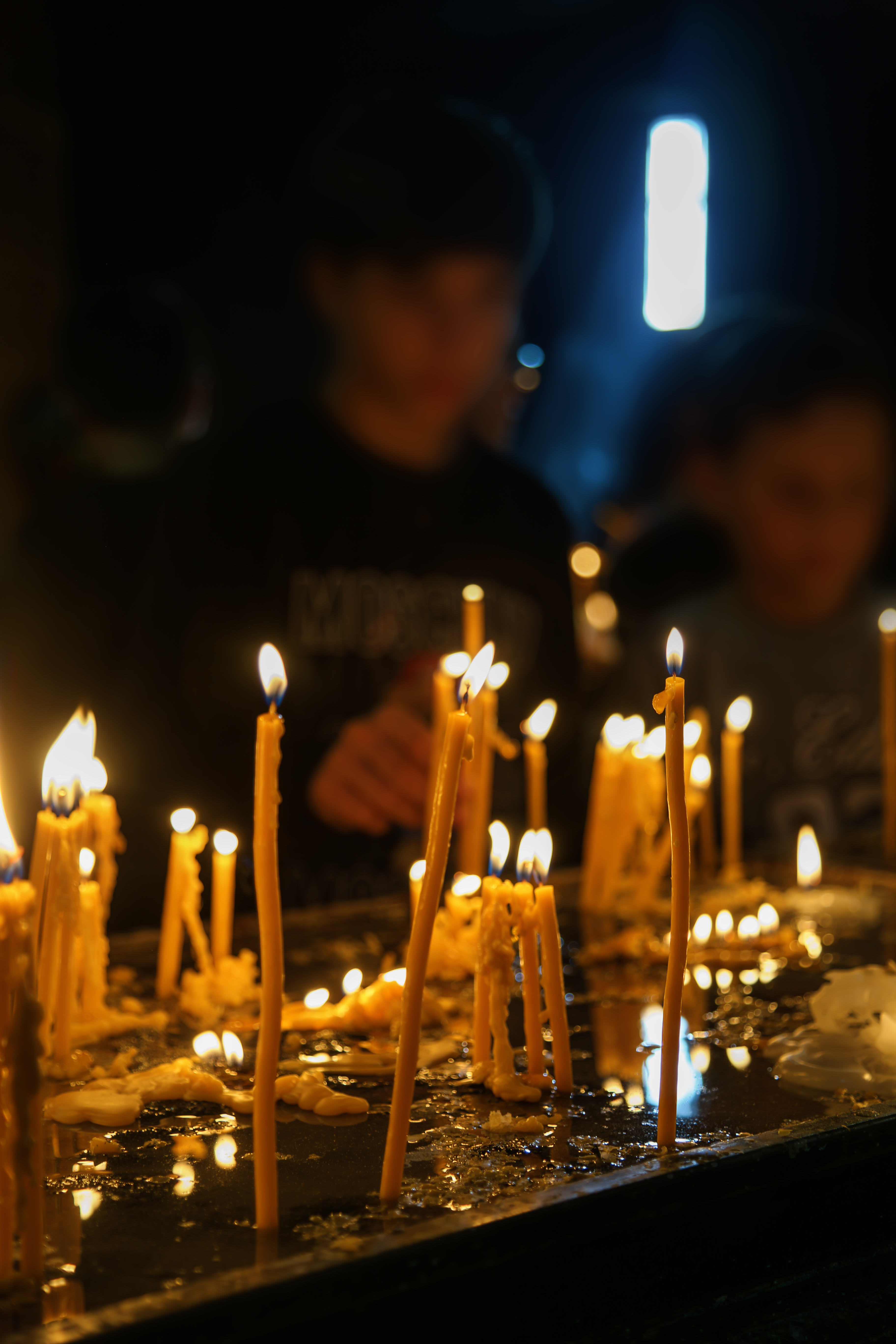